# Mykines (Fær Øer)
Mykines (in danese Myggenæs) è la più occidentale delle 18 maggiori isole che compongono l'arcipelago delle Isole Fær Øer. Vi è un unico paese presente sull'isola avente lo stesso nome, Mykines.
Nel villaggio vivono stabilmente solo una quindicina di persone. Vi sono una quarantina di case, ma solo sei sono abitate tutto l'anno.
In passato, Mykines fu uno dei più grandi insediamenti di tutte le isole Fær Øer. Per dare un'idea, nel 1940 vi risiedevano circa 170 persone.
Dal 1911 al 2004, Mykines era un comune a sé; in seguito, nel 2005, venne unito al comune di Sørvagur, creando così un'unica entità amministrativa. A Ovest di Mykines si trova l'isolotto denominato Mykines Holmur. Un ponte di 40 metri collega Mykines a questo isolotto. Su Mykines Holmur è presente un faro, costruito nel 1909.
La parte settentrionale di Mykines si caratterizza per la valle Korkadalur, in cui si possono trovare grandi colonne di basalto, denominate Bosco-di-pietra.
Mykines è famosa per la sua natura ricca di specie animale, soprattutto uccelli. Il mare si staglia attorno al capo dell'isola in cui vi è il faro, creando atmosfere di rara bellezza.

## Geografia

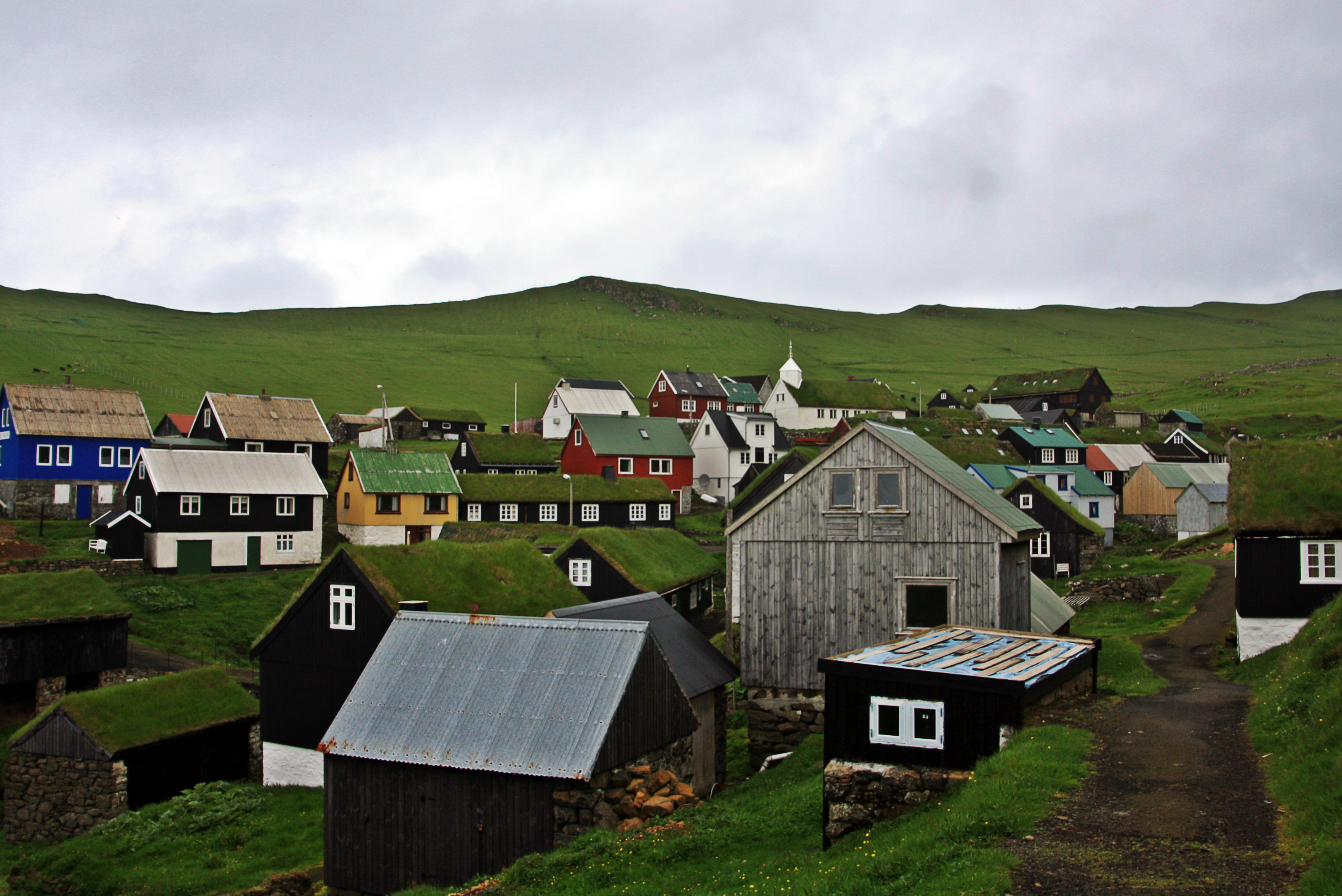
Un pomeriggio di giugno a Mykines

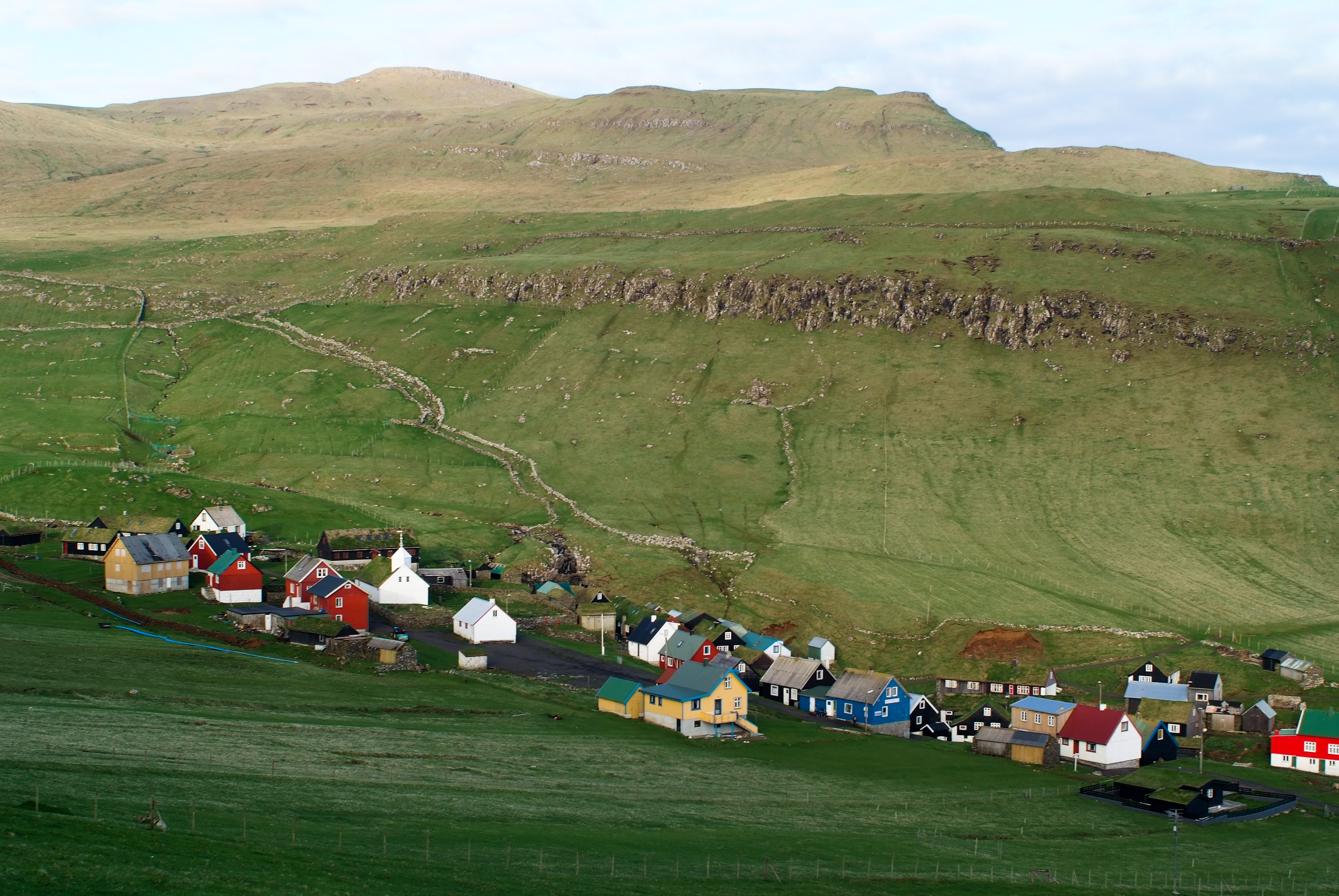
Mykines

Inoltre, Mykines è situata a Ovest di 7.5° W, che la pone effettivamente entro la zona UTC-1. Tuttavia, Mykines adotta il "Tempo medio di Greenwich" (Greenwich Mean Time), così come il resto delle Fær Øer.

## Geologia
Mykines appartiene alla parte di più antica formazione delle Isole Fær Øer, essendosi creata circa 60 milioni di anni fa.
Il basalto delle Fær Øer è stato prodotto in seguito a 3 serie di eruzioni vulcaniche: lo strato inferiore (corrispondente all'eruzione più antica), lo strato intermedio e lo strato superiore (in seguito all'eruzione più recente). Lo strato inferiore si è formato in seguito a un'eruzione che ha creato lunghe fenditure nella terra, riempite in breve tempo da lava che ha prodotto grandi vulcani piatti. Nello stretto tra Mykines e Mykines Holm, Holmgjogv, si possono osservare alcuni di questi, aventi spessore di circa 50 metri.

## Flora e Fauna
L'isola ospita un grande numero di pulcinella di mare. Vi sono anche molte altre specie di uccelli su Mykineshólmur e sugli altri piccoli isolotti situati nelle immediate vicinanze a Ovest di Mykines. Una passerella alta circa 35 m sulla gola di Hólmgjógv collega Mykines a Mykineshólmur.
Vari esemplari di lepre artica (Lepus timidus) sono stati introdotti sull'isola, specie nella parte montagnosa e nelle vallate circostanti. Il ratto denominato Mykines House Mouse (Mus musculus mykinessiensis) è tipico di Mykines: ciò potrebbe far pensare che questa specie sia stata introdotta nell'isola in tempi non recenti; infatti, si fa l'ipotesi che siano stati i monaci irlandesi che colonizzarono l'isola nel sesto secolo a inserire questo animale. Questo particolare ratto è molto simile all'estinto topo di Saint Kilda (Saint Kilda House Mouse Mus musculus muralis).
Sulle rocce a picco sul mare, vi sono colonie di cormorani, mentre gli strati erosi delle scogliere sono perfetti per Uria aalge e gazze marine (Alca torda). Sui pendii erbosi sopra le scogliere, migliaia di pulcinella di mare hanno il loro covo e le loro feci costituiscono un potente fertilizzante.

## Storia
Si ritiene che il nome Mykines abbia un'origine pre-norvegese e derivi dal celtico muc-innis, termine che significa isola dei maiali. Questo potrebbe essere correlato alle balene, note come muc-mhara (scrofe di mare) in lingua gaelica.
- 625 - L'analisi del polline ha mostrato come sull'isola venivano coltivati avena e orzo, molto probabilmente dai primi colonizzatori quali monaci ed eremiti.
- 1592 - Peter Claussøn Friis, un sacerdote norvegese, catalogò il topo Faroese come una specie distinta, ed il topo di Mykines come un suo sottogruppo, caratterizzato specialmente da zampe posteriori lunghe e potenti.
- 1595 - 25 aprile (circa)- Cinquanta barche naufragarono durante una tempesta improvvisa e tutti gli uomini in età da lavoro persero la vita in questa sciagura (si stima tra le 200 e le 300 persone).
- 1667 - La nave olandese "Walcheren" s'infranse su Mykines e gli isolani presero le merci che trasportava l'imbarcazione.
- 1909 - Costruzione del faro su Mykines Holm e del primo ponte sulla gola Holmgjogv, il piccolo stretto tra Mykines e Mykines Holm.
- 1928 - Alcuni radiofari vennero installati presso i fari di Nólsoy e Mykines, rendendo possibile la radionavigazione per la prima volta. Mykines fu collegata telefonicamente, in questo modo, al resto del mondo.
- 1942 - Durante la primavera, le forze armate britanniche completarono una stazione radar nella località á Ólakletti su Liðarhaugi.
- 1953 - Venne realizzato il secondo ponte su Holm Gjogv.
- 1970 - 26 settembre - Un aereo proveniente da Bergen e diretto all'aeroporto di Vágar cadde su Mykines in seguito alle pessime condizioni atmosferiche. Otto dei trentaquattro passeggeri persero la vita, mentre i feriti gravi vennero soccorsi da un elicottero. Una lapide di marmo è stata posta nella chiesa a memoria della sciagura.
- 1970 - Il faro di Mykines fu automatizzato e l'ultimo uomo che controllava la struttura lasciò così Holm, che era stata ininterrottamente abitata dal 1909, arrivando anche a un massimo di 22 persone, compresi i bambini.
- 1989 - In giugno, venne inaugurato un terzo ponte tra Mykines e Mykines Holm.